# أولاد الحاج السفلى (تغاسروت)
أولاد الحاج السفلى هو دُوَّار يقع بجماعة زكزل، إقليم بركان، جهة الشرق في المملكة المغربية. ينتمي الدوّار لمشيخة تغاسروت التي تضم 6 دواوير. يقدر عدد سكانه بـ 1056 نسمة حسب الإحصاء الرسمي للسكان والسكنى لسنة 2004.

## روابط خارجية
- البوابة الوطنية للجماعات الترابية
- المندوبية السامية للتخطيط